# Huta (Kraśnik)
Huta [pronunciación en polaco: /ˈxuta/] es un pueblo ubicado en el distrito administrativo de Gmina Annopol, dentro del condado de Kraśnik, voivodato de Lublin, en el este de Polonia. Se encuentra a unos 4 kilómetros al este de Annopol, a 22 kilómetros al oeste de Kraśnik, y a 61 kilómetros al suroeste de la capital regional Lublin.
El pueblo tiene una población de 160 habitantes.